# N26
N26, antigo Number 26, é um banco alemão, com sede em Berlim, que presta os seus serviços na maior parte da Zona Euro, na Suíça e no Brasil no qual atuou até dezembro de 2023. Hoje, está presente em 24 países e tem mais de 7 milhões de clientes e 1500 funcionários espalhados por escritórios em Berlim, Viena, Barcelona, Madrid, Milão, Paris e Nova York.  

## História

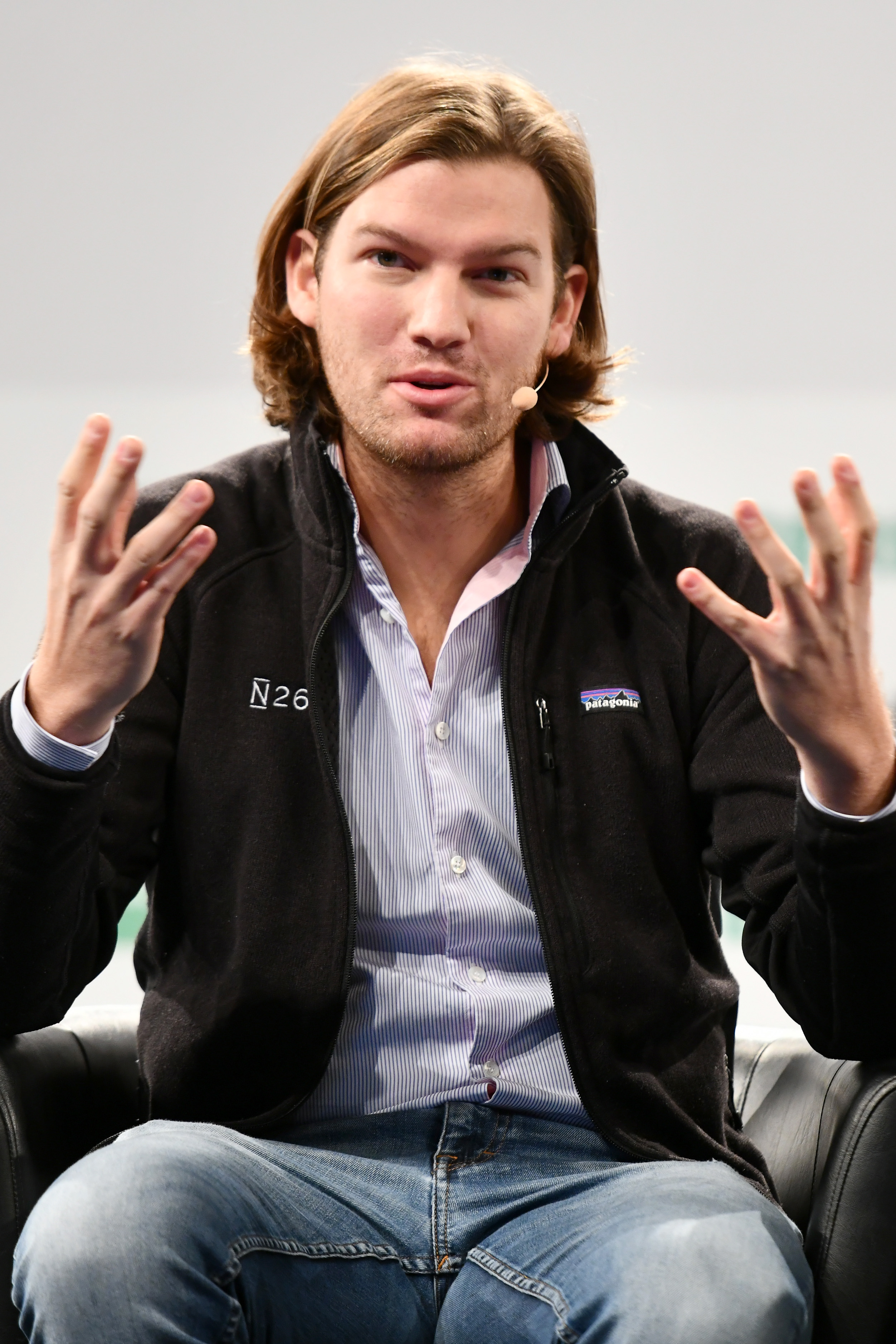
Valentin Stalf, um dos fundadores do N26.

A empresa foi fundada como uma startup de tecnologia financeira (fintech) em 2013 por Valentin Stalf e Maximilian Tayenthal. De acordo com Stalf, o nome é derivado do número de cubos menores em um Cubo de Rubik completo, já que um cubo 3x3x3 tem 26 cubos individuais visíveis (27 menos 1, que está escondido). Em abril de 2015, a N26 recebeu 10 milhões de euros em uma rodada de financiamento da série A pela Valar Ventures.
Inicialmente, a Number 26 começou suas operações sem possuir uma licença bancária; em vez disso, ela foi fornecida com uma interface de backend pela Wirecard. Em julho de 2016, ela passou a se chamar N26 Bank, após ter recebido sua própria licença bancária da BaFin.
Em setembro de 2016, o banco começou a ter presença em Portugal.
Em junho de 2016, a N26 notificou vários clientes que suas contas seriam encerradas. A empresa citou como principais razões o fato de que alguns clientes estavam fazendo muitos saques em caixas eletrônicos, enquanto outros eram suspeitos de lavagem de dinheiro.
Em novembro de 2016, os clientes foram solicitados a transferir suas contas para a infraestrutura bancária da N26. Como resultado, eles teriam que obter um novo número IBAN para suas contas e as contas mantidas pela Wirecard seriam encerradas. Durante a transferência de sua base de clientes para sua própria infraestrutura bancária, os clientes da N26 relataram diversos problemas.
Em dezembro de 2016, a N26 anunciou que sua conta corrente básica estaria disponível para 17 países da Zona do Euro.
Em março de 2018, a N26 arrecadou 160 milhões de dólares em uma rodada de financiamento da série C realizada pela gigante chinesa da internet Tencent Holdings e pela Allianz X (Allianz). Na mesma data, a N26 afirmou ter uma base de clientes de 850.000, com o objetivo de alcançar 5.000.000 de clientes até 2020.
Em janeiro de 2019, a N26 levantou mais 300 milhões de dólares em uma rodada de financiamento da série D liderada pela Insight Venture Partners, com a participação do fundo soberano de Cingapura, GIC, e alguns investidores existentes, a uma avaliação de 2,7 bilhões de dólares. Com essa nova avaliação de 2,7 bilhões de dólares, a N26 ultrapassou a Revolut como o banco móvel mais valioso da Europa.
Em 11 de julho de 2019, a N26 fez um lançamento suave nos Estados Unidos, permitindo inicialmente que os clientes se inscrevessem em uma lista de espera. Devido às diferenças no mercado dos EUA (particularmente em relação aos esquemas regulatórios para fornecedores financeiros), a N26 se associou ao Axos Bank para prestar seus serviços, com garantia do FDIC. Ao contrário da Europa, onde eles são fornecidos pela MasterCard, a N26 usou cartões Visa para clientes nos EUA. Na semana seguinte, a empresa estendeu sua rodada da série D com um investimento adicional de 170 milhões de dólares, avaliando a empresa em 3,5 bilhões de dólares. Em maio de 2020, a empresa anunciou a extensão da recente rodada da série D com um adicional de 100 milhões de dólares levantados com a mesma avaliação.
Em 11 de fevereiro de 2020, a N26 anunciou que deixaria de operar no Reino Unido e fecharia todas as contas a partir de 15 de abril, devido à saída do Reino Unido da União Europeia. A empresa citou o fato de que as instituições financeiras europeias não podem mais operar na região sem solicitar uma licença bancária no Reino Unido (em vez de serem autorizadas a operar sob sua licença da UE), bem como "os cronogramas e estruturas delineados no Acordo de Saída da UE".
Em novembro e dezembro de 2020, as subsidiárias N26 GmbH e N26 Operations GmbH elegeram conselhos de trabalhadores representando os funcionários dos escritórios de Berlim.
Em 2021, já com 7 milhões de clientes, foi nomeado pela revista Forbes como o melhor banco digital do mundo.
Em janeiro de 2021, a N26 anunciou a nomeação iminente de Jan Kemper, ex-executivo da ProSiebenSat.1 e Zalando, como diretor financeiro da empresa. Em janeiro de 2022, o banco anunciou que Kemper também assumiria o cargo de diretor de operações, além de suas funções como CFO.
Em outubro de 2021, a N26 levantou 900 milhões de dólares em uma rodada da série E liderada pela Third Point Ventures e pela Coatue Management, e contou com a participação do Dragoneer Investment Group, bem como de investidores existentes da N26. A rodada de financiamento avaliou o banco digital em 9 bilhões de dólares.
Em novembro de 2021, a N26 anunciou que sairia dos Estados Unidos em janeiro de 2022, levando ao fechamento de aproximadamente 500.000 contas. Os clientes americanos não puderam mais usar o aplicativo após 11 de janeiro de 2022. A retirada teve como objetivo focar nos negócios centrais da N26 na Europa. A empresa confirmou isso em um comunicado de imprensa oficial e no blog corporativo oficial da N26.
Em novembro de 2022, a N26 mudou sua forma jurídica de uma Sociedade de Responsabilidade Limitada alemã (Gesellschaft mit beschränkter Haftung - GmbH) para uma Sociedade Anônima alemã (Aktiengesellschaft - AG). Ao mesmo tempo, foi nomeado um conselho de administração composto por cinco membros, presidido por Marcus W. Mosen. Outros membros são Jörg Gerbig, Dr. Barbara Roth, Dr. Julian Deutz e Dr. Robert Killian.
De acordo com a N26, a empresa emprega mais de 1.500 pessoas em suas localizações em Amsterdã, Berlim, Barcelona, Belgrado, Madri, Milão, Paris, Viena, Nova Iorque, Barcelona e São Paulo.
Em 2023, a plataforma de compra e venda de criptomoedas do banco digital N26 passou a estar disponível em Portugal.

## No Brasil
Em fevereiro de 2019, a N26 anunciou que chegaria ao Brasil, à frente da subsidiária estava o ex-diretor da Cielo, Eduardo Prota.
Depois do anúncio de que viria para o Brasil, a empresa teve que adiar seus planos poucos meses depois devido à Pandemia de COVID-19. No fim de 2020, a operação recebeu do Banco Central do Brasil a licença de Sociedade de Crédito Direto, podendo começar a funcionar no país como uma instituição financeira. Em 2021, a equipe local começou a ser montada, e no final de 2021, a fintech começou a realizar testes no país e já contava com mais de 200 mil clientes na fila de espera criada pelo banco.
A proposta da empresa no país, contudo, é diferente da europeia. No Brasil, a N26 opera como uma startup que inaugurou a categoria de Fincare - um tipo de fintech voltada para cuidados financeiros.
Em janeiro de 2022, a N26 Brasil liberou uma versão beta de seu aplicativo para 2 mil clientes chamados Insiders, com a ideia de que ajudassem a testar as funcionalidades do app.
Em junho de 2022, a N26 Brasil abriu mais 10 mil vagas para ser Insider.
Em 2023, a fintech demitiu 15% de sua força de trabalho no Brasil, gerando um boato de que poderia encerrar suas atividades no país, mas isso foi desmentido pelo N26. Em julho de 2023, 800 mil pessoas aguardavam na fila de espera. A fintech adotou uma estratégia de mercado sem pressa, com um crescimento abaixo do esperado.
Em setembro de 2023, a Fincare lançou a função "Loops," uma forma de guardar dinheiro de maneira recorrente e automatizada para atingir metas.
Em novembro de 2023, a N26 anunciou que estava encerando suas operações no Brasil.

## Em Portugal
O banco conta com presença em Portugal desde 23 de Setembro de 2016. O idioma contratual das relações comerciais com os clientes é o inglês. O N26 Bank disponibiliza 5 tipos de contas à ordem (3 pessoais e 2 business), em que duas são gratuitas e as restantes sujeitas a uma mensalidade fixa.
Todas as contas têm um IBAN da Alemanha que começa com «DE» seguido dos dígitos de verificação (dois números), depois o código do banco 10011001 e terminam com o número da sua conta de 10 dígitos (iniciado em 26).

## Visão geral
O N26 fornece uma conta corrente básica gratuita e um cartão Debit MasterCard para todos os seus clientes, além de um cartão Maestro para seus clientes em mercados específicos. Além disso, os clientes podem solicitar produtos de limite de crédito e de investimento. O N26 também oferece contas premium (N26 Smart, N26 You e N26 Metal) que oferecem recursos adicionais mediante o pagamento de uma taxa mensal.
O processo de abertura de conta pode ser concluído online por meio de uma identificação por foto/vídeo. A identificação por vídeo é realizada pelo parceiro de verificação de identidade do N26, o IDnow. O método de verificação disponível depende da nacionalidade, do país de residência e do tipo de documento de identificação do cliente.

### Disponibilidade
O N26 oferece seus serviços em 24 países europeus. Na Áustria, Alemanha e nos Países Baixos, os clientes também podem solicitar um cartão Maestro.
O N26 encerrou suas operações no Reino Unido em abril de 2020. Em novembro de 2021, eles também anunciaram que sairiam do mercado americano a partir de janeiro de 2022, encerrando todas as (aproximadamente) 500.000 contas lá.
Alguns trechos do site e do atendimento ao cliente são fornecidos em inglês, alemão, francês, italiano, espanhol e português, independentemente da residência do cliente.

### Pagamentos
Os clientes da N26 em vários de seus mercados podem usar seus smartphones para compras em lojas. A N26 oferece suporte ao Google Pay na Áustria, Bélgica, Dinamarca, Estônia, Finlândia, França, Alemanha, Grécia, Irlanda, Itália, Letônia, Lituânia, Países Baixos, Noruega, Polônia, Portugal, Eslováquia, Espanha, Suécia e Suíça, enquanto oferece suporte ao Apple Pay na Áustria, Bélgica, Dinamarca, Estônia, Finlândia, França, Alemanha, Grécia, Islândia, Irlanda, Itália, Liechtenstein, Luxemburgo, Países Baixos, Noruega, Polônia, Portugal, Eslováquia, Eslovênia, Espanha, Suécia, Suíça e Reino Unido. Outros países são adicionados à medida que tanto o Google Pay quanto o Apple Pay se expandem gradualmente pelos mercados da N26.

### Taxas
O N26 oferece uma conta básica sem taxa mensal e não cobra taxas por transações bancárias básicas ou pagamentos com cartão de crédito em moedas estrangeiras. Na zona do euro (exceto na Áustria e na Itália), os saques em caixas eletrônicos são limitados a cinco por mês para titulares de conta principal e três por mês para os demais. O N26 cobra uma taxa de €2 por qualquer saque adicional.
Saques em caixas eletrônicos em moedas estrangeiras também estão sujeitos a uma taxa de 1,70% para contas básicas e são gratuitos para titulares de contas N26 You e Metal.
Os clientes alemães também podem sacar e depositar dinheiro em locais de varejo. Enquanto não há taxa para saques de até €999, os depósitos estão sujeitos a uma taxa de 1,5%.

### Segurança
Os clientes podem bloquear e desbloquear seu MasterCard pelo aplicativo móvel sem a necessidade de entrar em contato com o suporte da N26. Eles também podem ativá-lo e desativá-lo para uso no exterior ou online e modificar os limites diários para saques em dinheiro e pagamentos com cartão. Os fundos mantidos nas contas da N26 também são protegidos por todos os requisitos estatutários de um banco licenciado e estão protegidos até 100.000€ pelo esquema alemão de proteção de depósitos.

### Transferências
O aplicativo N26 pode escanear os contatos dos usuários em seus smartphones e identificar outros titulares de contas N26. Usando um serviço chamado Moneybeam, um cliente N26 pode enviar fundos para esses contatos sem precisar preencher seu IBAN. As transferências Moneybeam são executadas instantaneamente e sem custo.